# Nephtali
Pour les articles homonymes, voir Nephtali (homonymie).
Selon le Livre de la Genèse, Nephtali ou Neftali (en hébreu:נַפְתָּלִי - « Mon combat ») est un personnage biblique, le sixième fils de Jacob et le second fils de sa troisième épouse Bilha. Il est nommé ainsi par Rachel ayant pour servante Bilha, en référence au combat qu'elle mène face à sa sœur Léa qui a déjà donné quatre enfants à Jacob. Les fils de Nephtali sont Yahtséel, Gouni, Yétser et Shillem qui forment la tribu de Nephthali,,. Nephtali meurt âgé de 132 ans.

## Récit biblique

### Nephtali et son demi-frère Joseph
Joseph rapporte à son père Jacob la mauvaise réputation de Dan et Nephtali (fils de Bilha) et de Gad et Aser (fils de Zilpa). C'est ainsi que Joseph dit à son père Jacob que Dan, Nephtali, Gad et Aser dévorent les meilleures bêtes du troupeau. En réalité Joseph les a vus manger un agneau agonisant retiré de la bouche d'un ours tué par Gad. 
Un jour Jacob envoie son fils Joseph rejoindre ses frères qui font paître son petit bétail. Les frères de Joseph complotent pour le tuer et Siméon et Gad s'apprêtent à le tuer. Joseph se met alors derrière Zabulon et les supplie de ne pas le tuer. Ruben intervient et leur dit de ne pas le tuer mais de le jeter dans un puits, son intention étant de l'en retirer plus tard. Finalement Joseph est dévêtu de sa tunique et jeté dans un puits sans eau où il reste affamé pendant trois jours et trois nuits. Juda surveille le puits asséché pendant deux jours et deux nuits craignant que Siméon et Gad ne tuent Joseph. Zabulon est ensuite chargé de surveiller ce puits jusqu'à la vente de Joseph. 
Juda propose de vendre Joseph à une caravane d'Ismaélites se rendant en Égypte. Des Madianites retirent Joseph du puits sans eau et il est vendu pour vingt pièces d'argent. Avant d'être vendu, Joseph est revêtu d'un vieux vêtement d'esclave. En réalité, Gad et Juda le vendent pour trente pièces d'or, en cachent dix et en montrent vingt à leurs frères. Siméon, Gad et six de leurs frères achètent des sandales. Ruben, parti chercher du nécessaire stocké à Dotham, n'est pas au courant de cette transaction et retourne au puits sans eau mais ne retrouve pas Joseph.
La tunique de Joseph est trempée dans le sang d'un bouc égorgé par Dan et portée à leur père Jacob par Nephtali. Jacob pense que son fils Joseph est mort dévoré par une bête sauvage et se montre inconsolable.

### Nephtali en Égypte
À la suite d'une famine les fils de Jacob, dont Nephtali et sauf Benjamin, font un premier voyage pour acheter du blé en Égypte et sont mis en prison pendant trois jours. Ils sont libérés mais Joseph retient prisonnier Siméon et leur donne finalement du blé à emporter. Joseph exige qu'ils fassent venir à lui Benjamin pour libérer Siméon.
La famine continuant les fils de Jacob, dont Nephtali et Benjamin le plus jeune fils, font un deuxième voyage pour acheter du blé en Égypte. Siméon est libéré puis Joseph se fait reconnaître à ses frères qui retournent en Canaan avec de nombreux présents et apprennent à Jacob que Joseph est toujours vivant.
Jacob et toute sa descendance, dont Nephtali s'installent en Égypte.
Yahtséel ou Yahtsiël, Gouni, Yétser, Shillem ou Shalloum sont les quatre fils de Nephtali qui partent avec leur père et leur grand-père Jacob pour s'installer en Égypte au pays de Goshen dans le delta du Nil.
Avant de mourir Jacob le père de Nephtali le bénit et le compare à une biche.  
Dans la bénédiction de  Jacob mourant à ses fils, Nephtali est associé au cerf échappé.  Dans la Septante, il est comme un arbre qui pousse des branches nouvelles et dont les rejetons sont beaux.

### Nephtali et son descendant Tobit
L'un de ses descendants est Tobit, le héros du livre de Tobit.

### Nephtali et son descendant l'artisan Hiram
Hiram est le fils d'une veuve de la tribu de Nephthali (son père ou sa mère descend de Nephtali) et son père était un habitant de la ville de Tyr. La mère d'Hiram est aussi de la Tribu de Dan (son père ou sa mère descend de Dan). Hiram exécute des ouvrages en cuivre pour le Temple de Salomon,,.